# هیرام جانسون
هیرام جانسون (انگلیسی: Hiram Johnson; زاده ۲ سپتامبر ۱۸۶۶ - درگذشته ۶ اوت ۱۹۴۵) سناتور سابق عضو جمهوری‌خواه بود. وی در سال ۱۹۱۷ تا ۱۹۴۵ میلادی سناتور ایالت کالیفرنیا در سنای ایالات متحده آمریکا بود.